# لارس ماتسون
لارس ماتسون هو متزحلق جبال الألب سويدي، ولد في 17 يناير 1932 في مالمبيريت في السويد.

## وصلات خارجية
- لارس ماتسون على موقع أوليمبيديا (الإنجليزية)
- لارس ماتسون على موقع اللجنة الأولمبية السويدية (السويدية)